# Фигура Республики
Фигура Республики (порт. Efígie da República) используется в качестве национальной персонификации в Бразилии и Португалии, символизирует республику.

## Бразилия
Фигура представляет изображение молодой женщины, носящей корону из лавровых листов в римском стиле. Это изображение присутствует на аллегорических картинах и скульптурах, представленных в правительственных зданиях по всей Бразилии. Оно выгравировано на бразильских реалах и напечатано на банкнотах. На первых порах Фигура республики использовалась как прореспубликанское изображение, соответствующее французской Марианне. После провозглашения республики в 1889 оно стало одним из её главных символов.

## Португалия
Португальская Фигура Республики, представляющая собой молодую женщину, носящую фригийский колпак, появилась после того, как Эжен Делакруа написал свою картину «Свобода, ведущая народ». В Португалии Фигура Республики одета в зеленые и красные одежды — цвета национального флага.
Фигура Республики стала официальным символом Португалии 5 октября 1910, когда в стране на смену монархии была установлена республика. Перед этим она использовалась в качестве символа португальскими республиканцами. Скульптура Симоэша де Альмейды стала стандартом для официального пользования. Изображение Фигуры Республики должно было присутствовать, в частности, во всех общественных зданиях и, например, на португальских монетах. Новое республиканское правительство установило, что Фигура Республики является таким же символом Португалии, как национальный герб или национальный флаг.
Несмотря на то, что Фигура Республики задумывалась как персонификация собственно португальской нации, она так и не приобрела этот статус в полной мере. Обычно она символизировала только республиканскую форму правления, но не всю страну. Широко используемый в первой половине 20-го столетия, сегодня этот символ применяется редко.